# Хайн (Лойбаталь)
Хайн (нем. Hain) — община в Германии, в земле Тюрингия.
Входит в состав района Грайц. Население составляет 70 человек (на 31 декабря 2010 года). Занимает площадь 2,72 км².